# Luis Gabriel Romero Franco
Luis Gabriel Romero Franco (* 1. März 1935 in Bogotá, Kolumbien) ist ein kolumbianischer Geistlicher und Römisch-katholischer Altbischof von Facatativá.

## Leben
Luis Gabriel Romero Franco empfing am 1. November 1958 durch Weihbischof Pablo Correa León die Priesterweihe für das Erzbistum Bogotá.
Papst Paul VI. ernannte ihn am 6. Mai 1977 zum Weihbischof in Bogotá und Titularbischof von Maturba. Der Erzbischof von Bogotá, Aníbal Kardinal Muñoz Duque, spendete ihm am 29. Juni desselben Jahres die Bischofsweihe; Mitkonsekratoren waren Rubén Buitrago Trujillo OAR, Bischof von Zipaquirá, und Mario Revollo Bravo, Weihbischof in Bogotá.
Papst Johannes Paul II. ernannte ihn am 15. April 1986 zum Bischof von Facatativá. Am 13. November 2010 nahm Papst Benedikt XVI. sein altersbedingtes Rücktrittsgesuch an.